# كراك توب ستار
كرة قدم كراك توب ستار صنعها كونتييمريه سالفادور كاوسه (اللفظ الإسباني) لتكون الكرة الرسمية لكأس عالم فيفا 1962 الذي استضافته التشيلي.

## المزيد عن الكرة
كرة الكراك تم صناعتها باستخدام 18 قطعة مستطيلة، 12 قطعة سداسية وكانت كرة كأس العالم الأخيرة التي لم تصنعها شركة دولية. قبل كأس عالم 1962 استخدم كرة الكراك لسنوات في الدوري التشيلي وكانت أول كرة كأس عالم ذات شكل كروي منتظم.
كرة الكراك كانت الكرة الرسمية لكأس عالم 1962. الحكم كين أستون لم تعجبه الكرة لاستخدامها في المباراة الإفتتاحية، وأرسل في طلب كرة أوروبية، التي وصلت في النصف الثاني من كأس العالم. تم استخدام مختلف الكرات في العديد من المباريات مع إشاعة أن الفرق الأوروبية لم تثق بالكرة المصنوعة محليا.

## انظر ايضا
- قائمة كرات كأس العالم